# Alfred Letourneur
Alfred Letourneur (Amiens, 25 de julio de 1907 - Nueva York, 4 de enero de 1975) fue un ciclista francés, profesional desde 1928 hasta 1942. 
Se especializó en el ciclismo en pista y corrió principalmente en los Estados Unidos y  Canadá. Consiguió 21 victorias en carreras de seis días, y la mayoría de estos triunfos los consiguió haciendo pareja con Gérard Debaets. El 22 de octubre de 1938 fue capaz de batir el récord mundial de velocidad tras moto en una bicicleta, consiguiendo una velocidad de 147,058 km/h en el velódromo de Montlhéry. El 17 de mayo de 1941 rompió de nuevo, llegando a los 175,29 km/h en una autopista cerca de Bakersfield, California.

## Palmarés
- 1927

1º en el Premio Dupré-Lapize (con Georges Rouyer)
- 1930

1º en los Seis días de Chicago (con Marcel Guimbretière)
- 1931

1º en los Seis días de Nueva York 1 (con Marcel Guimbretière)
1º en los Seis días de Nueva York 2 (con Marcel Guimbretière)
- 1932

1º en los Seis días de Filadelfia (con Marcel Guimbretière)
Campeón de los Estados Unidos de Medio Fondo
- 1933

1º en los Seis días de Chicago (con Gérard Debaets)
1º en los Seis días de Nueva York 1 (con Gérard Debaets)
1º en los Seis días de Nueva York 2 (con William Peden)
1º en los Seis días de Toronto 1 (con Gérard Debaets)
1º en los Seis días de Toronto 2 (con Henri Lepage)
1º en los Seis días de Montreal (con Gérard Debaets)
Campeón de los Estados Unidos de Medio Fondo
- 1934

1º en los Seis días de Chicago (con Gérard Debaets)
1º en los Seis días de Nueva York 1 (con Gérard Debaets)
1º en los Seis días de Filadelfia (con Gérard Debaets)
1º en los Seis días de Detroit (con Gérard Debaets)
1º en los Seis días de Buffalo (con Gérard Debaets)
Campeón de los Estados Unidos de Medio Fondo
- 1935

1º en los Seis días de Chicago (con Franco Giorgetti)
1º en los Seis días de Nueva York 1 ((con Franco Giorgetti)
1º en los Seis días de Buffalo (con Franco Giorgetti)
1º en los Seis días de Cleveland (con Tino Reboli)
Campeón de los Estados Unidos de Medio Fondo
- 1935

1º en los Seis días de Chicago (con Omer De Bruycker)
- 1938

1º en los Seis días de Buffalo (con Omer De Bruycker)